# الصعود (شركة)
الصعود هو أكبر نظام رعاية صحية كاثوليكية في العالم. وأكبر نظام رعاية صحية غير ربحية في الولايات المتحدة. مع تواجد في 23 ولاية وفي مقاطعة كولومبيا. وهو تعاون قائم على الإيمان لشبكة من المستشفيات والعيادات الطبية، والمبتكرين والتي تشارك من أجل خلق مجتمعات أكثر صحة في جميع أنحاء الولايات المتحدة من خلال التواصل مع المجتمع والبحث في سبل لخفض تكاليف الرعاية الصحية.
قدمت الشركة في السنة المالية المنتهية في 30 يونيو 2014 حوالي 1.8 مليار دولار لبرامج فائدة المجتمع ورعاية الناس الذين يعيشون في الفقر. توفر الشركة على مجموعة متنوعة من الخدمات والحلول بما في ذلك تقديم الرعاية الصحية، وإدارة تدريب الأطباء، والهندسة الطبية الحيوية، وإدارة الرعاية الطبية، وخدمات المعلومات.